# Masaharu Fukujama
Masaharu Fukujama (japonsky 福山 雅治, * 6. února 1969 Nagasaki) je japonský hudebník, zpěvák, skladatel, multiinstrumentalista a herec. Pracuje pod společností Amuse, Inc. (株式会社　アミューズ [Kabušikigaiša Amjúzu]).

## Kariéra
Debutoval v roce 1990 se singlem "Cuioku no Ame no Naka (追憶の雨の中)".
Zatímco jej můžete vidět v japonských televizních dramatech, nejznámější je svou pěveckou kariérou. Jeho průlomový singl "Good night" si získal širokou veřejnost díky spojení s dramatem. V roce 1993 se poprvé účastnil Kóhaku Uta Gassen (紅白歌合戦, slavnostní živý přenos na konci roku), kam jsou zváni na vystoupení pouze úspěšní J-pop a Enka (演歌, speciální typ japonské hudby). Díky roli v seriálu "Hitocu Jane no Šita" (ひとつ屋根の下), kde si zahrál "Číníčan (チイ兄ちゃん)", druhého nejstaršího bratra v rodině Kašiwagi (柏木), dosáhl miliónového prodeje kusů prvního singlu s názvem "It's Only Love / Sorry Baby". Jeho singl z roku 1995 s názvem "Hello" byl druhým nejvíce prodávaným singlem toho roku.
V roce 1996 nebyl aktivní, přestal se všemi svými aktivitami kromě rozhlasových show. Vrátil se zpět na hudební scénu v roce 1998 se singlem "Heart / You", který se umístil na 3. příčce hitparády Oricon s celkem 569 000 prodaných kusů. Posílen svým úspěchem začal své turné s názvem Dai kanšasai (Poděkování), aby poděkoval svým fanouškům za podporu, kterou mu dávají.
"Sakura Zaka (桜坂)" a "Nidži" (虹) jsou nejpopulárnější Fukujamovy písně.
Singl "Sakura Zaka" z roku 2000 prodal více než 751 000 kopií během prvního týdne a byl 3 týdny v kuse na prvním místě v hitparádě Oricon. Celkem se singlu prodalo 2 299 000 kopií.
Singl "Nidži" byl hlavní melodií japonského dramatu Water Boys. Jeho trojitý A-side singl (pozn. red. A-side singl je singl, který obsahuje top hit a v tomto případě se jedná o singl se třemi úspěšnými hity) "Nidži / Himawari / Sore ga Subete sa" (虹/ひまわり/それがすべてさ), vydaný 26. srpna 2003 debutoval na prvním místě Oricon hitparády singlů a zůstal první celkem 5 týdnů za sebou. Potvrdil tak své postavení nejprodávanějšího mužského sólisty v Japonsku s 21,271 miliónu prodaných kopií.
V roce 2007, po 4 letech absence v dramatech, se vrátil do televize, kde hrál brilantního, ale excentrického profesora fyziky jménem Manabu Jukawa ve velmi rozšířeném televizním dramatu Galileo. Za tuto roli Fukujama získal cenu "Nejlepší herec" v 55. Akademii televizních dramat. Vytvořil také skupinu KOH+ spolu s kolegyní ze seriálu Kó Šibasakiovou (柴咲 コウ, vl. jm. Jukie Jamanurovou (山村 幸恵)).
V roce 2008 byl vybrán v NHK, aby ztvárnil postavu Sakamoto Rjóma (坂本 龍馬), titulní postavu v "Taiga dramatu" (pozn. red. Taiga drama je drama vysílané v televizi NHK, jde o drama s historickým scénářem a je vysíláno celý rok v hlavním čase) s názvem "Rjómaden" (龍馬伝 - sága Rjómaů) vysílaném v roce 2010 v nejlepším vysílacím čase. Trvalo celkem 6 měsíců a 3 nabídky než roli přijal.
V roce 2009, slavil své 20. výročí od debutu, které se skládalo celkem z 36 vystoupení v 12 městech po 4 měsíce (červen - září) s celkem 500 000 diváky. Dva týdny než turné začalo, uspořádal 4 show v Nippon Budókanu, které byly také součástí děkovného turné a byly také prvním jeho vystoupením v této hale. V průběhu 36 koncertů se také zastavil ve svém rodném městě Nagasaki a uspořádal dva open air koncerty v "Park Outdoor Stage" na hoře Inasa s volným vstupným přišlo 50 000 obyvatelů Nagasaki. Oficiální vyjádření o počtu diváků koncertů na hoře Inasa bylo 80 000 během dvou dnů.
Stal se také mistrem pro vyzváněcí tóny (Čaku Uta) pro počet stažení písně "Hacukoi" (はつ恋), která byla vydána 6. listopadu 2009. Bylo zaznamenáno přibližně 150 000 stažení během 5 dnů k 13. listopadu 2009. Poté bylo oznámeno, že píseň vyjde na CD singlu 16. prosince 2009. Singl debutoval na prvním místě v týdenní hitparádě Oricon s přibližně 151 000 prodanými kopiemi během prvního týdne po vydání. Vystoupil s písní "Hacukoi" na 60. NHK Kóhaku Uta Gassen v roce 2009, které bylo jeho prvním vystoupením v této show od roku 1993.

## Diskografie

### Studiová alba
- 1990 Dengon
- 1991 Lion
- 1991 Bros.
- 1992 Boots
- 1993 Calling
- 1994 On and On
- 1998 Sing a Song
- 2001 F
- 2006 5 Nen Mono
- 2009 Zankyó

### Kompilační alba
- 1995 M Collection: Kaze o Sagašiteru
- 1999 Magnum Collection 1999 "Dear"
- 2003 Magnum Collection "Slow"
- 2010 The Best Bang!!

### Další alba
- 1999 Rendezvous 1
- 1999 Rendezvous 2
- 2000 Kissin' in the Holy Night
- 2001 Live Fukuyamania
- 2002 The Golden Oldies
- 2005 Acoustic Fukujamania
- 2006 Another Works
- 2007 Galileo Original Soundtrack

### Top singly
- 1994 "It's Only Love/Sorry Baby"
- 1995 "Hello"
- 1995 "Message"
- 1999 "Heaven/Squall"
- 2000 "Sakura Zaka"
- 2000 "Hey!"
- 2003 "Nidži/Himawari/Sore ga Subete sa"
- 2004 "Naitari Šinaide/Red x Blue"
- 2006 "Milk Tea/Ucukušiki Hana"
- 2009 "Kešin"
- 2009 "Hacukoi"
- 2010 "Hotaru/Šónen"
- 2011 "Kazoku ni Naró jo/Fighting Pose"
- 2012 "Ikiteru Ikiteku"
- 2012 "Beautiful Life/Game"
- 2013 "Tandžóbi ni wa Maširo na Juri o" (誕生日には真白な百合を)

## Filmografie

### Televizní dramata
- Ašita ga Aru Kara, jako Rjóiči Wakamura (TBS, 1991)
- Ai wa Dóda, jako Makoto Jazawa (TBS, 1992)
- Homework, jako Šúdži Takimoto (TBS, 1992)
- Hitocu Jane no Šita, jako Masaja Kašiwagi (Fuji TV, 1993)
- Icuka Mata Aeru (いつかまた逢える), jako Šin'iči Konno (紺野 伸一, Fuji TV, 1995)
- Hitocu Jane no Šita 2, jako Masaja Kašiwagi (Fuji TV, 1997)
- Meguri Ai, jako Šúdži Nakata (中田 修二, TBS, 1998)
- Furuhata Ninzaburó, jako Gaku Hori (Fuji TV, 1999, season 3, ep35)
- Perfect Love, jako Taketo Kusunoki (Fuji TV, 1999)
- Bidžo ka jadžú (美女か野獣), jako Hiromi Nagase (永瀬 洋海, Fuji TV, 2003)
- Tengoku no Daisuke e(天国のダイスケへ), jako Jóhei Iida (飯田 洋平, NTV, 2003)
- Galileo, jako Manabu Jukawa (Fuji TV, 2007)
- Galileo: Episode Zero, jako Manabu Jukawa (Fuji TV, 2008)
- Rjómaden, jako Rjóma Sakamoto (NHK, 2010)
- Galileo 2, jako Manabu Jukawa (Fuji TV, 2013)

### Filmy
- Hon no 5g, jako Sanzó Hašimoto (1988)
- Atlanta Boogie, jako radio DJ (1996)
- Suspect X, jako Manabu Jukawa (2008)
- Amalfi: Rewards of the Goddess, jako Šógo Saeki (speciální host) (2009)
- Doraemon: Nobita and the New Steel Troops—Winged Angels, jako Masaaki Fukujama (voice) (2011)
- Andalusia: Revenge of the Goddess (2011)
- Sošite Čiči ni Naru, jako Rjóta Nonomija (2013)

### Televizní show
- Fukujama Engineering, jako vedoucí továrny (TV Asahi, 2002)
- NHK Special: Hot Spots Saigo no Rakuen, jako vypravěč (NHK, 2011)
- Doraemon, jako Masaaki Fukujama (hlas) (TV Asahi, 2011)